# Ponte do Saber
Pour les articles homonymes, voir Saber.
Le Ponte do Saber (littéralement "Pont du Savoir, ou Pont de la Connaissance") est un pont à haubans situé à Rio de Janeiro, au Brésil.
Conçu par l'architecte Alexandre Chan et achevé en 2012, le pont relie l'Ilha do Fundão campus de l'Université fédérale de Rio de Janeiro (UFRJ) à l'autoroute qui mène au centre-ville de Rio de Janeiro. Le pont a été inauguré et ouvert à la circulation le 17 février 2012 .

## Source de traduction
- (pt) Cet article est partiellement ou en totalité issu de l’article de Wikipédia en portugais intitulé « Ponte do Saber » (voir la liste des auteurs).